# Hernán Novick
Hernán Novick Rettich (Montevideo, 13 dicembre 1988) è un calciatore uruguaiano, centrocampista del Danubio.

## Caratteristiche tecniche
È un mediano.